# Come neve
Come neve è un singolo dei cantautori italiani Giorgia e Marco Mengoni, pubblicato il 1º dicembre 2017 come unico estratto dal quinto album dal vivo di Giorgia Oronero Live.

## Descrizione
Si tratta di uno dei due inediti registrati in studio ed inclusi nell'album dal vivo della cantante ed è stato scritto da quest'ultima insieme a Mengoni, Davide Simonetta e Tony Maiello.

## Video musicale
Il video, diretto da Antonio Usbergo e Niccolò Celaia e nato da un'idea di Mengoni, è stato pubblicato il 7 dicembre 2017 attraverso il canale YouTube di Giorgia.

## Tracce
1. Come neve – 3:29 (Giorgia, Marco Mengoni, Tony Maiello, Davide Simonetta)

## Classifiche
| Classifica (2017) | Posizione massima |
| ----------------- | ----------------- |
| Italia            | 3                 |
| Svizzera          | 76                |